# 玉井孝治
玉井 孝治（たまい こうじ、1951年4月3日 - ）は、日本の政治家。徳島県板野町長（4期）。

## 経歴
徳島県出身。1970年3月、徳島県立板野高等学校卒業。同年4月、板野町役場に入庁。その後、教育次長や総務課長などを歴任。2005年に前任者の辞職に伴う板野町長選挙に立候補したが落選。
2009年の板野町長選挙で現職の中島勝を破り当選。2013年の板野町長選挙では新人を破り再選を果たす。その後、2017年・2021年の板野町長選挙では無投票で再選し、現在は4期目を務める。